# باشگاه فوتبال پنزانس
باشگاه فوتبال پنزانس (به انگلیسی: Penzance Football Club) یک باشگاه فوتبال در شهر پنزانس، کشور انگلستان است که در سال ۱۸۸۸ میلادی تأسیس شده‌است.